# Contea di Songxi
La contea di Songxi (松溪县S, Sōngxī XiànP) è una contea della Cina, situata nella provincia del Fujian.